# Saemundssonia albemarlensis
Saemundssonia albemarlensis är en insektsart som först beskrevs av Kellogg och Kuwana 1902.  Saemundssonia albemarlensis ingår i släktet Saemundssonia och familjen fjäderlöss. Inga underarter finns listade i Catalogue of Life.